# Беррио, Антонио де
Антонио де Беррио (родился в 1527 году в Сеговии — † 1597 в Сьюдад-Боливар) — испанский конкистадор, губернатор и исследователь Нового Света.

## Биография

### В Европе
Антонио де Беррио, выходец из скромного кастильского рода начал свою военную карьеру в ранней юности. Уже в возрасте 14 лет он поступил на службе к королю Карлу V. Молодой дворянин сначала воевал во Фландрии, а затем принял участие в итальянских войнах. Его первым настоящим сражением стала битва при Марчиано, которая закончилась захватом Сиены.
Позднее он воевал в королевской армии на африканских побережье с отрядами берберов.
Следующим место службы оказалась родная Испания. Во время восстания морисков Антонио де Берра бился с мятежниками во время Альпухерского восстания. После боёв в горах Гранады его произвели в капитаны кавалерийской роты. В этой должности он должен был вести наблюдение за берегами Гранады. А затем Антони де Берра был назначен губернатором Альпухарры.

### В Америке
Уже став губернатором, Антонио де Берра женился на Марии де Оруна. Эта женщина была племянницей известного аделантадо и юриста Гонсало Хименес де Кесада. Этот конкистадор и писатель умер в 1579 году. В своём завещании он назначил Беррио и его супругу наследниками своих титулов и имущества. Молодожёны в числе прочего в 1580 году обрели собственность в Америке. К этому времени Антонио де Беррио было 53 года. Казалось, что в его жизни уже ничего не изменится. Но неожиданно в его судьбе начался новый период.
Благодаря титулу, унаследованному от аделантадо Гонсало Хименеса де Кесада (основателю Боготы и одного из главных действующих лиц в эпоху создания конкистадорами Королевства Новая Гранада), Антонио де Беррио получил должность губернатора острова Тринидада. Эту должность он занимал в 1580-1597 годах. По прибытии в Америку он организовал несколько экспедиций на Гвианское плоскогорье в поисках мифического Эльдорадо.
Между 1583 и 1589 годами Антонио де Беррио совершил свои первые две экспедиции, проникнув в неизведанные регионы Колумбийских равнин и верхнего течения Ориноко. При этом первооткрыватели столкнулись как с непривычными климатическими условиями, так и с агрессивным поведением проживавших в сельве племён. Позднее он ещё дважды организовывал разведывательные походы на запад.

## Экспедиции Антонио де Беррио

### Первая экспедиция
Впервые Антонио де Беррио во главе небольшого отряда отправился в путь 1 января 1584 года. Вместе с ним в поход ушли ещё 80 конкистадора. Их маршрут проходил по рекам Мета и Томо. Главной целью считалось открытие устья реки Ориноко и Гвианского плоскогорья.
Экспедицию остановил сезон дождей. Однако слухи о существовании сказочно богатого города-государства Маноа, легендарного золотого мегаполиса, известного как столица Эльдорадо, заставляли испанцев идти вперёд. Изучив западное побережье, Беррио вернулся в Боготу в 1585 году. После этой экспедиции он решил переместить свою главную резиденцию с острова Тринидад в устье реки Ориноко.

### Вторая экспедиция
В 1587 году Антонио де Беррио отправился во вторую экспедицию. В этот раз поход продолжался более двух лет. За это время он исследовал западную часть Гвианского плоскогорья.

### Третья экспедиция
В 1590 году Антонио де Берра отправился в свою третью экспедицию. Он сумел пройти по Ориноко до того места, где ныне находится основанный им город Сьюдад-Боливар. Причём завоеватель уверял, что действует от имени короля Филиппа II. Затем губернатор вернулся на побережье Атлантики. Причём на Тринидад он прибыл через остров Маргарита, который считал в будущем идеальной базой для последующих исследований. Правда, здесь его ожидало печальное известие: умерла жена губернатора.
В 1595 году Антонио де Беррио исполнилось 68 лет. Но он непременно желал завершить начатые исследования. От помощи уклонились и наместники провинции Маргарет, и другие чиновники испанской короны в регионе современной Венесуэлы. Тогда Беррио отправил послание напрямую королю. Он просил прислать на Тринидаде отряда в 300 человек, а также продовольствия и денег, необходимых для продолжения поисков Эльдорадо.

### Четвёртая экспедиция.Поиски Эльдорадо[англ.]
В апреле 1595 года на остров Маргарита прибыли два корабля из Испании. Но на них не было столь желанных подкреплений. При этом флотилией командовал английских командующий и фаворит королевы Елизаветы I Уолтер Рэйли. Он был известен испанцам как Гуатерраль.
В этот период времени Испания и Англия пребывали в состоянии мира (хотя отношения и были напряжёнными). Рэйли находился под сильным впечатлением от слухов о существовании Эльдорадо. Уроженец Британии даже изучил испанский, чтобы иметь возможность лично читать документы, опубликованные на этом языке. Сам Уолтер Рэйли в своих воспоминаниях рассказывал, что в 1596 году был просто одержим желанием найти Эльдорадо.
У Рэйли был чёткий план. И он старался строго его выполнять. В частности, англичанин предпочитал вступать в контакты с вождями встреченных племён с максимально возможным дружелюбием. Правда, перед высадкой на континент британцы атаковали город Сан-Хосе-де-Орунья, основанный конкистадором Беррио Доминго де Вера Ибаргойеном. Гарнизон состоял всего из 28 солдат. Поэтому крепость была без проблем захвачена англичанами. В плен попали и Антони де Беррио, и его лейтенант Альваро Хорхе. Затем Рэйли решил сжечь и разрушить крепость. Покончив с этим делом, британцы отправились на поиски Эльдорадо, поднимаясь вверх по течению реки Ориноко.
Однако обнаружить столь желанное Эльдорадо так и не удалось. Пришлось вернуться назад с пустыми руками. По пути в Англию, экспедиция Рэйли на некоторое время отказалась на острове Тринидад. В этот период (в конце июня 1595 года) в рамках сделки по обмену пленными, британцы освободили Антонио де Беррио.

### Смерть
Антонио де Беррио умер в возрасте 70 лет в Санто-Томе-де-Гуаяна, в крепости, основанной им самим в 1597 году. Магия Эльдорадо также сильно подействовала на его сына, который энергично продолжил поиски Золотого города. Что касается Рэйли, то его вклад ограничился знаменитой книгой об империи Гуаяна. Этот хорошо написанный труд с множеством ярких деталей лишь породил новые легенды, но не дал ответа на старые.
Рэйли был осуждён за неверность королеве Елизавете I. Его отпустили из тюрьмы Тауэра лишь в обмен на обещание найти Эльдорадо. И всё же Рэйли завершил свою жизнь на плахе. После восшествия на престол короля Якова I и через 12 лет заключения Рэйли вновь обрёл свободу. Мечта об Эльдорадо заставила британца совершить ещё одну экспедицию, которая в очередной раз закончилась неудачей. Рэйли обрёк себя на казнь после того, как его люди вступили в вооружённый конфликт с испанскими солдатами (что было строго запрещено королём).